# Udspring under sommer-OL 2020
Udspring under sommer-OL 2020 fandt sted mellem 25. juli og 7. august 2021 i Tokyo Aquatics Center i Tokyo. Det blev afholdt otte øvelser, fire for mænd og fire for kvinder.

## Medaljevindere

### Madaljetabel
| Placering | Land                      | Guld | Sølv | Bronze | Total |
| --------- | ------------------------- | ---- | ---- | ------ | ----- |
| 1         | Kina                      | 7    | 5    | 0      | 12    |
| 2         | Storbritannien            | 1    | 0    | 2      | 3     |
| 3         | USA                       | 0    | 2    | 1      | 3     |
| 4         | Canada                    | 0    | 1    | 0      | 1     |
| 5         | Tyskland                  | 0    | 0    | 2      | 2     |
| 6         | Australien                | 0    | 0    | 1      | 1     |
| 6         | Mexico                    | 0    | 0    | 1      | 1     |
| 6         | Ruslands Olympiske Komité | 0    | 0    | 1      | 1     |
| Total     | Total                     | 8    | 8    | 8      | 24    |

### Mænd
| Event                            | Guld                                   | Sølv                                    | Bronze                                                         |
| -------------------------------- | -------------------------------------- | --------------------------------------- | -------------------------------------------------------------- |
| 3 m springbræt                   | Xie Siyi · Kina                        | Wang Zongyuan · Kina                    | Jack Laugher · Storbritannien                                  |
| 10 m platform                    | Cao Yuan · Kina                        | Yang Jian · Kina                        | Tom Daley · Storbritannien                                     |
| Synkroniseret 3 meter springbræt | Kina · Xie Siyi · Wang Zongyuan        | USA · Andrew Capobianco · Michael Hixon | Tyskland · Patrick Hausding · Lars Rüdiger                     |
| Synkroniseret 10 meter platform  | Storbritannien · Tom Daley · Matty Lee | Kina · Cao Yuan · Chen Aisen            | Ruslands Olympiske Komité · Aleksandr Bondar · Viktor Minibaev |

### Damer
| Event                            | Guld                           | Sølv                                              | Bronze                                       |
| -------------------------------- | ------------------------------ | ------------------------------------------------- | -------------------------------------------- |
| 3 m springbræt                   | Shi Tingmao · Kina             | Wang Han · Kina                                   | Krysta Palmer · USA                          |
| 10 m platform                    | Quan Hongchan · Kina           | Chen Yuxi · Kina                                  | Melissa Wu · Australien                      |
| Synkroniseret 3 meter springbræt | Kina · Shi Tingmao · Wang Han  | Canada · Jennifer Abel · Mélissa Citrini-Beaulieu | Tyskland · Lena Hentschel · Tina Punzel      |
| Synkroniseret 10 meter platform  | Kina · Chen Yuxi · Zhang Jiaqi | USA · Delaney Schnell · Jessica Parratto          | Mexico · Gabriela Agúndez · Alejandra Orozco |